# NGC 4112
NGC 4112 este o intermediate spiral galaxy⁠(d) situată în constelația Centaurul. A fost descoperită în 2 martie 1835 de către John Herschel. Se află la o distanță de 35,02 de megaparseci de Pământ.